# Mahad
Mahad, est une ville du district de Raigad dans l'État indien du Maharashtra. Lors du recensement de l'Inde de 2011, sa population s'élève à 27 536 habitants.